# Šabac
Šabac je grad na desnoj obali Save u Srbiji, trgovačko i gospodarsko središte Mačve. U Šapcu, negdašnjem trgovačko-obrtničkom središtu, između dva svjetska rata počela se razvijati industrija. U poslijeratnom vremenu jaka je kemijska, prehrambena i drvna industrija, te proizvodnja građevinskog materijala i prerada proizvoda. Turci su 1470. izgradili Šabac kao uporište za pohode preko Save.

## Stanovništvo
Prema popisu stanovništva iz 2002. godine u naselju živi 55.163 stanovnika.
| Etnički sastav 2002. |            |        |
| Narod                | Stanovnika | %      |
| Srbi                 | 52.321     | 94,90% |
| Muslimani            | 489        | 0,88%  |
| Jugoslaveni          | 374        | 0,67%  |
| Romi                 | 151        | 0,27%  |
| Crnogorci            | 148        | 0,26%  |
| Hrvati               | 107        | 0,19%  |
| Makedonci            | 61         | 0,11%  |
| Mađari               | 50         | 0,09%  |
| Goranci              | 39         | 0,07%  |
| Slovenci             | 19         | 0,03%  |
| ostali               | 13         | 0,01%  |
| nepoznato            | 759        | 1,37%  |

| broj stanovnika | 16243 | 19894 | 30352 | 42075 | 52177 | 54637 | 55163 |
|                 | 1948. | 1953. | 1961. | 1971. | 1981. | 1991. | 2002. |

## Poznate osobe
- Šaban Šaulić, poznati pjevač narodne glazbe
- Ljuba Aličić, pjevač narodne glazbe
- Slavica Ćukteraš, folk pjevačica
- Mile Isaković, poznati bivši rukometaš
- Miroslav Đukić, bivši profesionalni nogometaš i nogometni trener
- Nemanja Matić, profesionalni nogometaš
- Veselin Vuković, bivši rukometaš i izbornik rukometne reprezentacije Srbije
- Hasan Dudić, pjevač narodne glazbe i bivši boksač
- Branislav Lečić, poznati glumac
- Ilda Šaulić, pjevačica narodne glazbe
- Miroslav Bogićević, privrednik
- Zaharije Trnavčević, političar i novinar
- Milovan Stepandić, košarkaški stručnjak
- Mijailo Grušanović, bivši košarkaš
- Nina Janković, glumica
- Đorđe Rašić, rukometaš
- Vladan Matić, bivši rukometaš
- Aleksandar Rašić, košarkaš
- Vukašin Rajković, rukometaš
- Bojan Butulija, rukometaš
- Vojislav Melić, poznati nogometaš Crvene zvezde
- David Rašić, rukometaš
- Marijana Dobrosavljević, model
- Dragutin Lazarević, bivši atletičar
- Dejan Bogićević, atletičar
- Nemanja Cerovac, atletičar
- Ognjen Amidžić, poznati pjevač skupine Flamingosi i voditelj emisije AMI G SHOW
- Dane Šijan, rukometaš
- Zoran Bingulac, profesor, nekadašnji nogometaš i veleposlanik Srbije u Podgorici
- Zlatko Portner, poznati rukometaš i nogometaš
- Vojislav Mijić,  plivač primljen u Kuću Slavnih

## Šport
- VK Šabac

Od 2018. održava se međunarodni MM Stars božićni futsal turnir Šabac, najveći zimski futsal turnir na području Srbije s nagradnim fondom preko 10000€.